# Joel Berry II
Joel DeWayne Berry II, né le 1er avril 1995 à Orlando en Floride, est un joueur américain de basket-ball. Il évolue au poste de meneur.

## Biographie

### Carrière universitaire

#### Saison de freshman (2014-2015)
La première saison universitaire de Berry a été entravée par une blessure. Il a des moyennes de 4,2 points et 1,5 passe décisive par match en étant le remplaçant du junior Marcus Paige au poste de meneur.

#### Saison de sophomore (2015-2016)
Pour sa deuxième année, Berry entre dans le cinq de départ au poste de meneur, Paige passant au poste d'arrière, ce qui a entraîné une augmentation spectaculaire de la production offensive de Berry. Berry aide l'équipe à remporter le titre de saison régulière de l'Atlantic Coast Conference (ACC). Il aide ensuite l'équipe à se qualifier pour le tournoi de l'ACC avec 17 points de moyenne et reçoit le titre de MVP (Most Valuable Player). À la fin de la saison, Berry et les Tar Heels accèdent au Final Four de la March Madness 2016 puis à la finale du tournoi contre les Wildcats de Villanova. Au cours de ce match, Berry marque 20 points et distribue quatre passes décisives mais les Tar Heels s'inclinent à la dernière seconde 77 à 74 contre les Wildcats de Villanova.

#### Saison de junior (2016-2017)
Pour sa troisième année, Berry mène les Tar Heels au titre de la saison régulière de l'ACC. Lors du tournoi de la NCAA, malgré une blessure à chaque cheville, Berry mène les Tar Heels au titre de champion NCAA 2017. Dans ce match pour le titre contre les Bulldogs de Gonzaga, Berry marque 22 points et distribue six passes décisives. Il est désigné MOP (Most Oustanding Player), meilleur joueur du Final Four, devenant le premier joueur depuis Bill Walton à marquer 20 points ou plus dans le match pour le titre deux années de suite,. Alors que Berry a été l'un des 182 joueurs à se déclarer pour la draft 2017 de la NBA, il décide le 25 avril 2017 de retirer son nom et de retourner en Caroline du Nord pour sa dernière saison universitaire.

#### Saison de sénior (2017-2018)
Pour sa quatrième année, Berry mène les Tar Heels à la finale du tournoi ACC. Malgré sa défaite au deuxième tour du tournoi de la NCAA, il a des moyennes de 17,1 points et 3,2 passes décisives par match. Il reçoit le titre du Dean Smith Most Valuable Player à la cérémonie de remise des trophées de l'université de la Caroline du Nord, et est l'un des huit finalistes pour le titre James E. Sullian remis par l'Amateur Athletic Union (AAU) pour le meilleur athlète amateur des États-Unis. Il est également nommé dans le troisième meilleur cinq majeur All-American par la National Association of Basketball Coaches (NABC). Berry reçoit cette distinction deux semaines à peine après avoir été nommé dans le premier cinq majeur All-ACC.

### Carrière professionnelle
Le 21 juin 2018, lors de la draft 2018 de la NBA, automatiquement éligible, il n'est pas sélectionné. Il participe à la NBA Summer League 2018 avec les Lakers de Los Angeles mais il n'y joue qu'une minute en raison d'une blessure à la cheville. Le 18 juillet 2018, il signe avec les Lakers de Los Angeles pour participer au camp d'entraînement. Après avoir disputé trois matches de pré-saison, Berry est libéré le 8 octobre. Les Lakers ajoutent Berry dans leur équipe affiliée de G-League, les Lakers de South Bay. Le 2 mars 2019, il est retiré de l'effectif des Lakers de South Bay en raison d'une blessure qui met un terme à sa saison.
Le 24 novembre 2020, il signe au Beşiktaş JK jusqu'à la fin de la saison.

## Palmarès
- NCAA champion (2017)
- NCAA Final Four Most Outstanding Player (2017)
- Third-team All-American – NABC (2018)
- First-team All-ACC (2018)
- Second-team All-ACC (2017)
- ACC Tournament MVP (2016)
- McDonald's All-American (2014)
- Parade All-American (2014)
- 3× Florida Mr. Basketball (2012–2014)

## Statistiques

### Universitaires
| Saison    | Équipe           | Matchs | Titul. | Min./m | % Tir | % 3pts | % LF | Rbds/m. | Pass/m. | Int/m. | Ctr/m. | Pts/m. |
| --------- | ---------------- | ------ | ------ | ------ | ----- | ------ | ---- | ------- | ------- | ------ | ------ | ------ |
| 2014-2015 | Caroline du Nord | 30     | 0      | 13,2   | 40,4  | 35,4   | 75,7 | 0,87    | 1,53    | 0,40   | 0,03   | 4,17   |
| 2015-2016 | Caroline du Nord | 40     | 39     | 30,7   | 44,4  | 38,2   | 86,7 | 3,33    | 3,75    | 1,45   | 0,23   | 12,78  |
| 2016-2017 | Caroline du Nord | 38     | 37     | 30,4   | 42,8  | 38,4   | 77,4 | 3,11    | 3,63    | 1,39   | 0,13   | 14,68  |
| 2017-2018 | Caroline du Nord | 36     | 36     | 33,1   | 39,6  | 34,4   | 89,3 | 3,53    | 3,22    | 1,17   | 0,33   | 17,14  |
| Carrière  | Carrière         | 144    | 112    | 27,6   | 41,9  | 36,7   | 83,3 | 2,81    | 3,12    | 1,15   | 0,19   | 12,58  |

### Professionnelles
| Saison    | Équipe    | Matchs | Titul. | Min./m | % Tir | % 3pts | % LF | Rbds/m. | Pass/m. | Int/m. | Ctr/m. | Pts/m. |
| --------- | --------- | ------ | ------ | ------ | ----- | ------ | ---- | ------- | ------- | ------ | ------ | ------ |
| 2018-2019 | South Bay | 21     | 6      | 22,4   | 39,4  | 27,2   | 80,0 | 1,29    | 2,43    | 0,62   | 0,29   | 11,14  |
| Carrière  | Carrière  | 21     | 6      | 22,4   | 39,4  | 27,2   | 80,0 | 1,29    | 2,43    | 0,62   | 0,29   | 11,14  |

## Vie privée
Joel Berry II est le fils de Joel et Kathie Berry. Sa sœur a joué quatre ans au Rollins College. Il choisit le maillot n°2 car il est le second dans sa famille (son père ayant le même prénom).